# Sveaholmen
Sveaholmen är en ö i Ingaröfjärden utanför Saltsjöbaden. Ön har tidigare haft ett flertal namn, exempelvis Furuholmen och Rysskär. Det senare namnet skall ön ha fått av att den under rysshärjningarna 1719 användes som utkikspost av ryssarna. Ön ägs sedan 1910 av Svea Orden som fick den i gåva av J.V. Svenson.